# Luis Jiménez Aranda
Luis Jiménez Aranda   (Sevilla, 21 de juny de 1845 - Pontoise, 1 de març de 1928) fou un pintor sevillà.

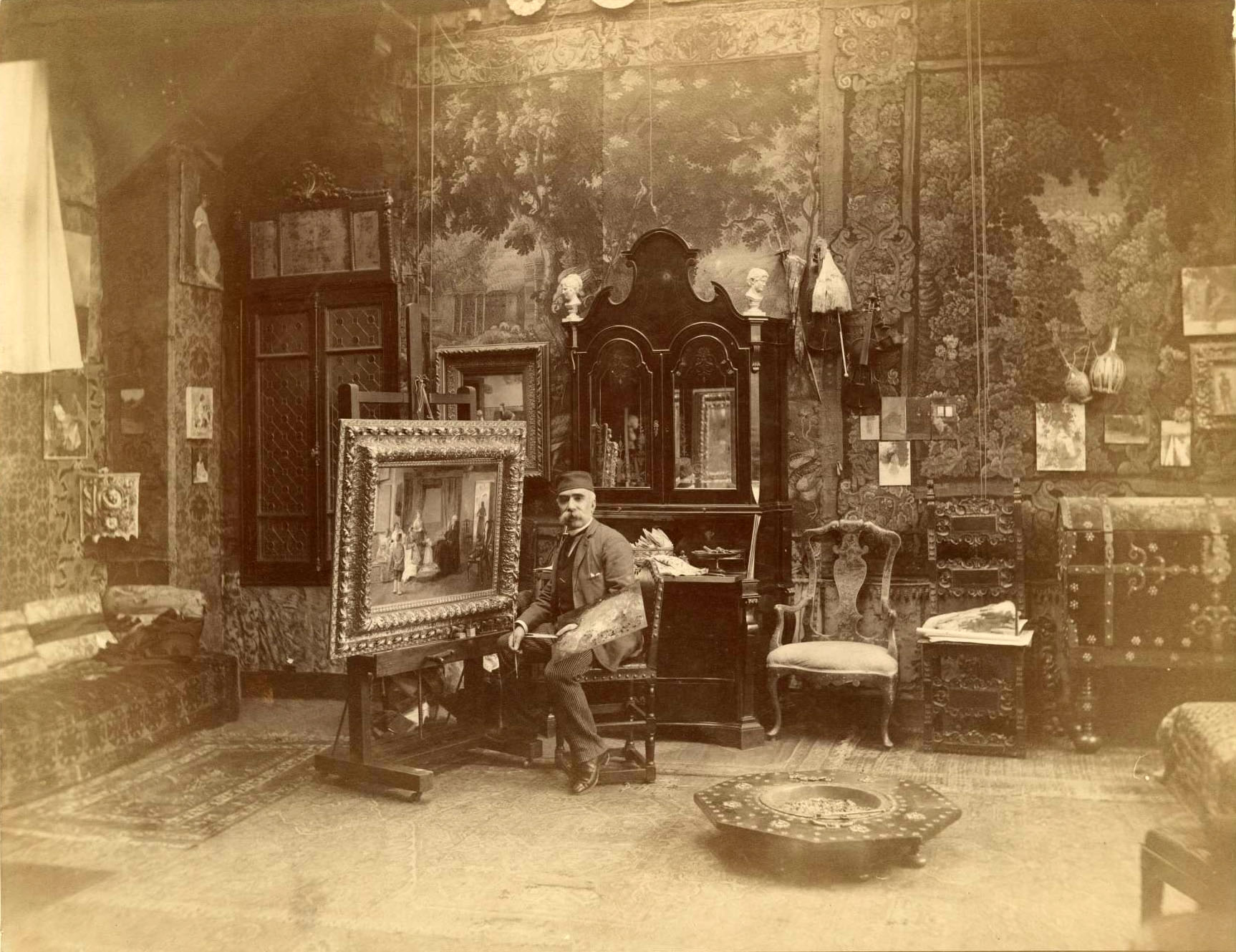
Luis Jiménez Aranda al seu estudi.

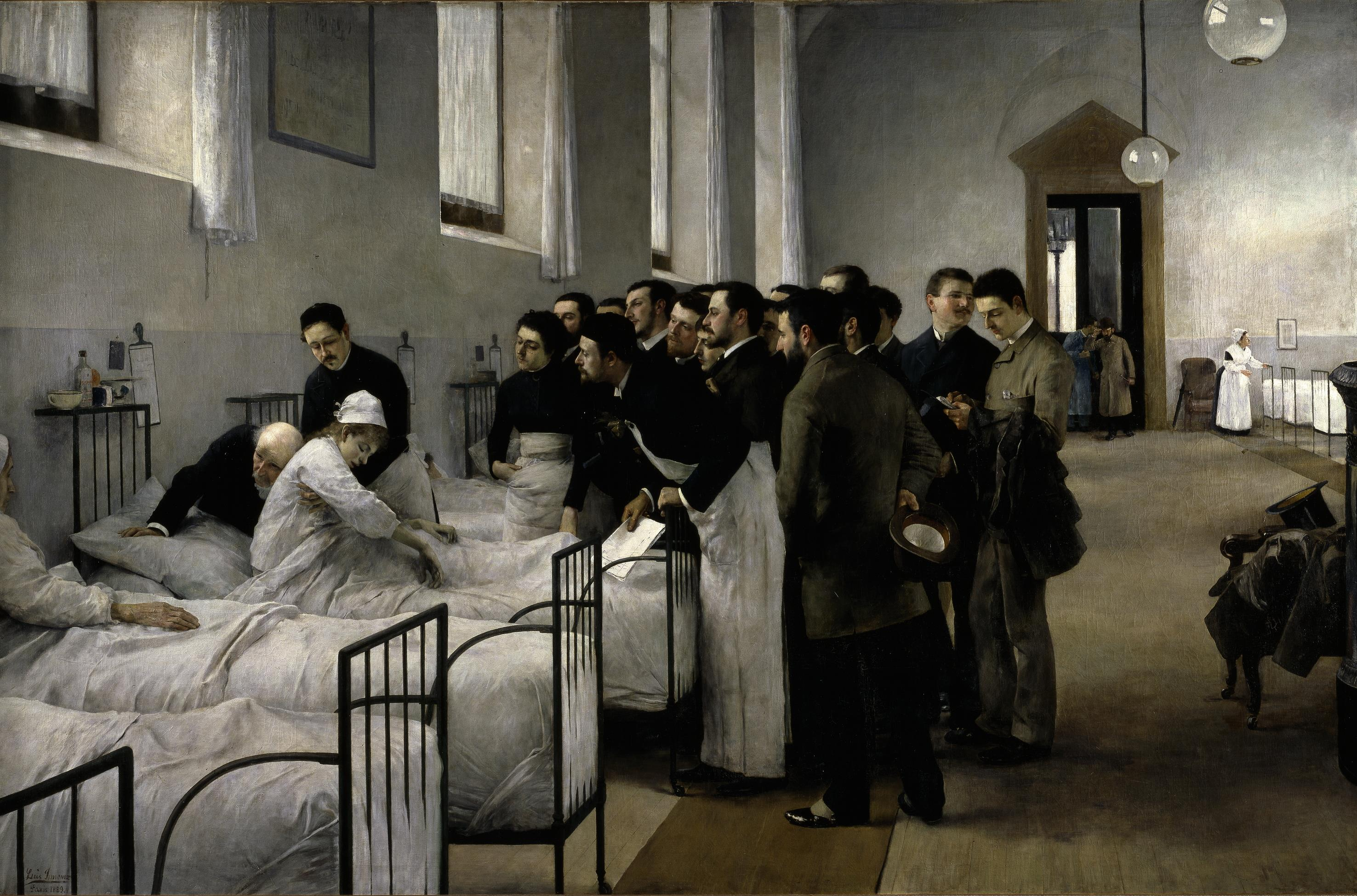
La visita al hospital de Luis Jiménez Aranda

Després de la seva formació a l'Escuela de Bellas Artes de Sevilla, va començar a pintar composicions històriques. Amb Colom proposant als Reis Catòlics el descobriment del Nou Món va rebre una menció honorífica a l'Exposició Nacional de 1864. El 1868, seguint les passes del seu germà José, es va traslladar a Roma.
El 1877 va marxar a París, on va viure gran part de la seva vida, i es va especialitzar en la pintura de tendència realista i de caràcter comercial, que s'havia imposat en els ambients artístics en els darrers anys del segle. La seva obra culminant, La visita del metge, va obtenir la medalla d'or al pavelló espanyol de l'Exposició Universal de París de 1889, el mateix guardó a Múnic el 1890, una menció d'honor a Berlín el 1891 i la medalla de primera classe a l'Exposició de Belles Arts de Madrid de 1892.

## Obres destacades
- En el estudio del pintor, óleo sobre tabla, 46 x 37 cm, 1882.
- La sala del hospital en la visita del médico en jefe, óleo sobre lienzo, 290 x 445 cm, 1889.
- Dama en la Exposición Universal de París, 1889.